# Scirpus flaccidifolius
Scirpus flaccidifolius là loài thực vật có hoa trong họ Cói. Loài này được (Fernald) Schuyler miêu tả khoa học đầu tiên năm 1967.